# Número de Identidad de Extranjero
Die Número de Identidad de Extranjero (NIE) ist eine spanische Identifikations- und Steuernummer für dort ansässige oder dort geschäfts- oder berufstätige Ausländer. Sie wird bei allen größeren Anschaffungen, wie Haus-, Wohnungs- oder Autokauf, benötigt. Weiterhin beinhaltet dieses Dokument eine befristete Aufenthaltsgenehmigung, welche die frühere Residencia ersetzt.
Die NIE wird von der Dirección General de la Policía oder der Guardia Civil vergeben, sofern der Antragsteller nachweist, dass er eine solche Nummer benötigt. EU-Bürger müssen nicht nachweisen, dass diese Nummer benötigt wird. Dazu ist persönliches Erscheinen des Antragstellers oder eines Vertreters bei den vorgenannten Behörden oder bei einer diplomatischen oder konsularischen Vertretung Spaniens erforderlich.